# Poapoštolská doba

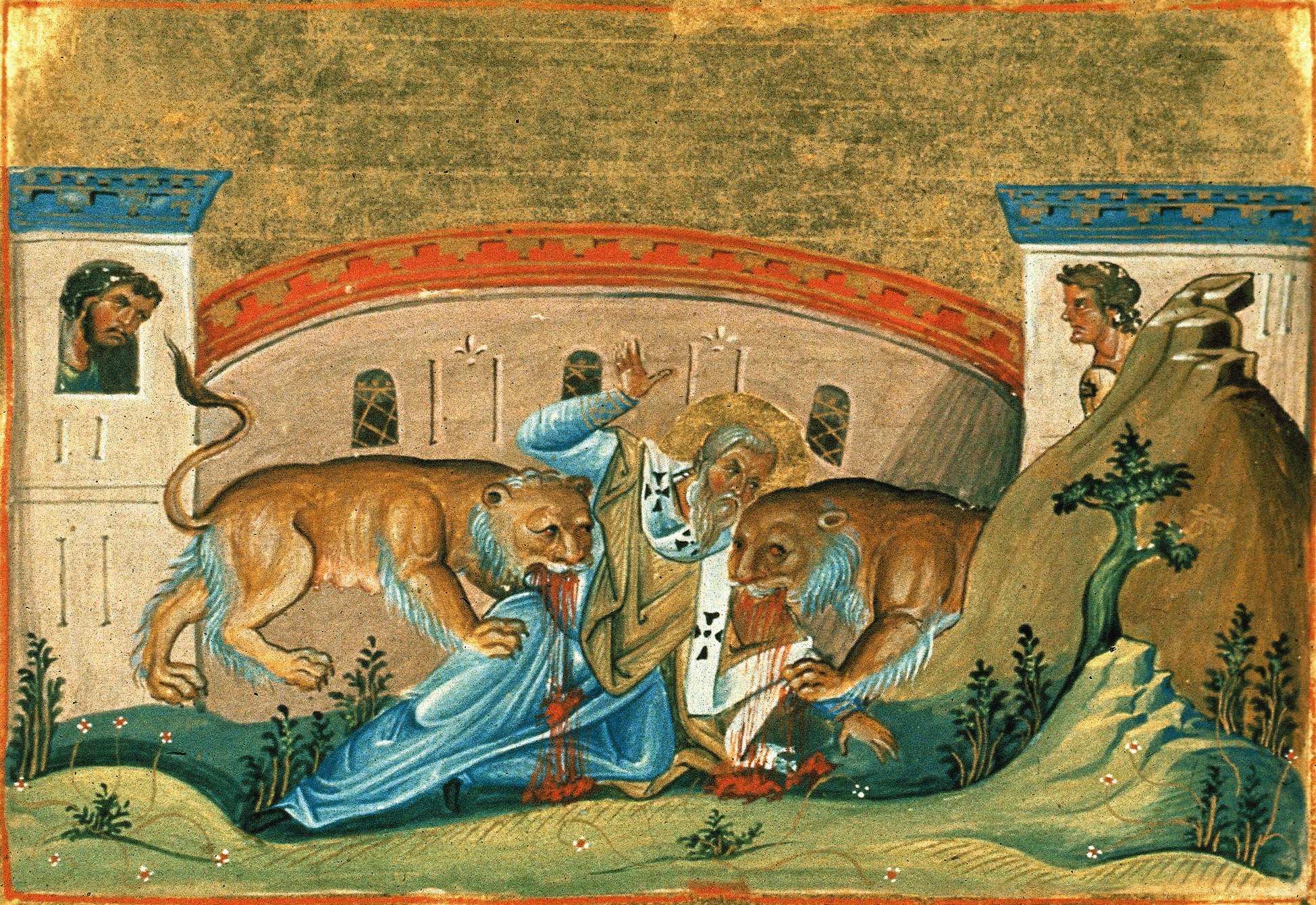
Umučení Ignáce z Antiochie. Byzantská miniatura, kolem 1000

Jako poapoštolská doba se v historiografii křesťanství označuje období vymezené úmrtím posledního z apoštolů a zahrnující období apoštolských Otců a apologetů. Jako její závěr můžeme označit mučednickou smrt lyonského biskupa Ireneje z Lyonu.

Studium tohoto období má velký význam pro chápání počátků křesťanství a rozvoje základních nauk tohoto období. Nejranějším spisem tohoto období je Didaché, datovaná do posledních desetiletí 1. století, která zachycuje všední detaily života rané církve. Největší skupinou spisů, která nám svědčí o tomto období, jsou spisy apoštolských Otců. První kontakt křesťanství s helénskou kulturou vytvořili prostřednictvím písemných děl tzv. apologeti neboli spisovatelé bránící svou víru před pohany – zde se jedná zvláště o Justina Mučedníka. Období vrcholí teologií Irenejovou, který vytvořil nejvýraznější dílo v konfrontaci s gnosticismem, který představoval velké ohrožení pro církev 2. století.